# Sotira, Limassol
Sotira (Grekiska: Σωτήρα) är en ort i distriktet Limassol på Cypern. Sotira har givit sitt namn åt sotirakulturen, den första kulturen på Cypern som behärskade konsten att göra keramik.

## Sotirakulturen
Sotirakulturen var en neolitisk kultur spridd på trettio kända byar som fått sitt namn efter Sotira-Teppes, en typisk fyndplats. Kulturen var livaktig cirka 5500–4000 f.Kr. efter en period på kanske 500 år då Cypern av allt att döma varit obebott efter det att Khirokitiakulturen försvunnit. Denna kultur skiljer sig från tidigare kulturer på Cypern genom att man bemästrade krukmakeriet, som varit okänt för Khirokitia. Keramiken var grov och porös. Den färgades i rött eller vitt och mönstrades med hjälp av kammar. Husen var huvudsakligen rektangulära med runda hörn från att tidigare varit runda. Man begravde sina döda utomhus på enkla begravningsplatser istället för under golven i husen. Byarna låg högt och lättförsvarade nära kusten och endast på Cyperns östkust. Vid Sotira-Teppes har man dessutom funnit rester av försvarsmurar De flesta av dessa byar övergavs senare av okända skäl.
Exempel på fyndplatser:
- Sotiria-Teppes
- Ayios Epiktitos-Vrysi
- Philia-Drakos
- Troulli
- Khirokitia
- Kandou-Kouphovournos